# Nati nel 1907/Marzo
| Questa pagina contiene informazioni ricavate automaticamente dalle voci biografiche con l'ausilio del template Bio e di un bot. L'aggiornamento è periodico e automatico e ricostruisce completamente la pagina. Se manca una persona in questa lista, sei pregato di non aggiungerla, ma accertati piuttosto che la sua voce biografica contenga il template Bio e che i dati anagrafici siano correttamente compilati. Se il template Bio manca, inseriscilo tu stesso o, in alternativa, metti l'avviso {{tmp\|Bio}} che ne segnala la mancanza. Se i dati riportati sono sbagliati, correggi direttamente la voce biografica; le modifiche saranno visibili in questa lista entro pochi giorni. Per chiarimenti vedi il progetto biografie. La lista contiene solo le 145 persone che sono citate nell'enciclopedia e per le quali è stato implementato correttamente il template Bio. Pagina aggiornata al 18 ago 2025. |

- 1º marzo - Kurt Adler, direttore d'orchestra, direttore di coro e pianista austriaco († 1977)
- 1º marzo - Béla Barényi, ingegnere austro-ungarico († 1997)
- 1º marzo - Detto Dalmastro, partigiano, politico e dirigente d'azienda italiano († 1975)
- 1º marzo - Walerian Kisieliński, calciatore polacco († 1988)
- 1º marzo - Leo Lorenzi, pilota motociclistico italiano († 1973)
- 1º marzo - Antonín Vodička, calciatore cecoslovacco († 1975)
- 1º marzo - Artico Di Prampero, militare italiano († 1941)
- 2 marzo - Horst Gerson, storico dell'arte olandese († 1978)
- 2 marzo - Mario Lazzaroni, calciatore italiano († 1992)
- 2 marzo - František Mrázek Dobiáš, teologo, traduttore e biblista ceco († 1972)
- 2 marzo - Lea Schiavi, giornalista italiana († 1942)
- 2 marzo - Angelo Donato Tirabassi, docente e politico italiano († 1965)
- 3 marzo - Federico Cantú Garza, pittore messicano († 1989)
- 3 marzo - Canada Lee, attore e pugile statunitense († 1952)
- 3 marzo - Viktor Viktorovič Morgenštern, regista sovietico († 1986)
- 4 marzo - Edgar Barrier, attore statunitense († 1964)
- 4 marzo - Maria Branyas, supercentenaria spagnola († 2024)
- 4 marzo - Dorothy Burgess, attrice statunitense († 1961)
- 5 marzo - George Baird, velocista statunitense († 2004)
- 5 marzo - Ettore Calvi, politico e sindacalista italiano († 2001)
- 5 marzo - Stewart Chalmers, calciatore scozzese († 1989)
- 5 marzo - Oliviero Serdoz, calciatore italiano († 1978)
- 5 marzo - Chitetsu Watanabe, supercentenario giapponese († 2020)
- 6 marzo - Stefano Bottari, critico d'arte italiano († 1967)
- 6 marzo - Julien Depuychaffray, lottatore francese († 1942)
- 6 marzo - Bartul Čulić, calciatore jugoslavo († 1948)
- 7 marzo - Manuel del Cabral, poeta, scrittore e diplomatico dominicano († 1999)
- 7 marzo - Serafino Carrera, calciatore italiano († 1986)
- 7 marzo - Placido Cortese, religioso e presbitero italiano († 1944)
- 7 marzo - Inman Jackson, cestista statunitense († 1973)
- 7 marzo - Giuseppe Ronca, calciatore italiano
- 7 marzo - Pietro Spinato, allenatore di calcio e calciatore italiano († 1977)
- 7 marzo - Juan Spósito, calciatore argentino
- 7 marzo - Giorgio Vecchietti, giornalista e conduttore televisivo italiano († 1975)
- 7 marzo - Jean Zuccarelli, politico francese († 1996)
- 8 marzo - Rolf Jacobsen, poeta norvegese († 1994)
- 8 marzo - Kōnstantinos Karamanlīs, politico greco († 1998)
- 8 marzo - Selvaggio Morelli, calciatore italiano
- 8 marzo - Gino Soldà, alpinista, partigiano e imprenditore italiano († 1989)
- 9 marzo - Juan Carlos Ceriani, insegnante uruguaiano († 1996)
- 9 marzo - Guido Duo, calciatore e allenatore di calcio italiano († 1979)
- 9 marzo - Baldur von Schirach, politico e militare tedesco († 1974)
- 10 marzo - Wilfried Fraß, regista e sceneggiatore austriaco
- 10 marzo - Toni Frissell, fotografa statunitense († 1988)
- 10 marzo - Romain Gijssels, ciclista su strada belga († 1978)
- 10 marzo - Francisco Orlich Bolmarcich, politico costaricano († 1969)
- 11 marzo - Heinz Brandt, militare e cavaliere tedesco († 1944)
- 11 marzo - Helmuth James Graf von Moltke, giurista e avvocato tedesco († 1945)
- 11 marzo - Jessie Matthews, attrice, ballerina e cantante inglese († 1981)
- 11 marzo - Georg Maurer, poeta e saggista tedesco († 1971)
- 11 marzo - Félicien Vervaecke, ciclista su strada belga († 1986)
- 12 marzo - Heitor Canalli, calciatore brasiliano († 1990)
- 12 marzo - Ricardo Faccio, calciatore e allenatore di calcio uruguaiano († 1970)
- 12 marzo - Dino Gambetti, pittore italiano († 1988)
- 12 marzo - Dorrit Hoffleit, astronoma statunitense († 2007)
- 12 marzo - Marcello Mihalich, allenatore di calcio e calciatore italiano († 1996)
- 13 marzo - Franz Beckert, ginnasta tedesco († 1973)
- 13 marzo - Ludwig Biermann, astronomo tedesco († 1986)
- 13 marzo - Mircea Eliade, storico delle religioni, antropologo e scrittore romeno († 1986)
- 13 marzo - Jack Holden, maratoneta britannico († 2004)
- 13 marzo - Frank Wilcox, attore statunitense († 1974)
- 13 marzo - Maria Pia di Sassonia Coburgo Braganza, scrittrice portoghese († 1995)
- 14 marzo - Edward Heyman, paroliere, scrittore e musicista statunitense († 1981)
- 14 marzo - Björn-Erik Höijer, drammaturgo e romanziere svedese († 1996)
- 14 marzo - Georges Meuris, calciatore francese († 1984)
- 15 marzo - Nicolò Carosio, giornalista e telecronista sportivo italiano († 1984)
- 15 marzo - Miguel Godoy, cestista peruviano († 2002)
- 15 marzo - Zarah Leander, cantante e attrice svedese († 1981)
- 15 marzo - Willy Logan, pattinatore di velocità su ghiaccio canadese († 1955)
- 15 marzo - Paul Maxey, attore statunitense († 1963)
- 16 marzo - Hayes Dockrell, nuotatore e pallanuotista irlandese († 1970)
- 16 marzo - Parvin E'tesami, poetessa iraniana († 1941)
- 16 marzo - Vojtech Löffler, scultore slovacco († 1990)
- 16 marzo - Alf Lythgoe, calciatore e allenatore di calcio inglese († 1967)
- 16 marzo - Leonello Martini, scrittore e fumettista italiano († 1990)
- 16 marzo - Antal Újváry, pallamanista ungherese († 1956)
- 16 marzo - Alexander Wiener, immunologo statunitense († 1976)
- 16 marzo - Luis de Carlos, dirigente sportivo spagnolo († 1994)
- 17 marzo - Tamara Geva, attrice, ballerina e coreografa russa († 1997)
- 17 marzo - Takeo Miki, politico giapponese († 1988)
- 17 marzo - John O. Pastore, politico statunitense († 2000)
- 17 marzo - Jean Van Houtte, politico belga († 1991)
- 17 marzo - Marisa Zini, traduttrice italiana († 1982)
- 18 marzo - Lucile Browne, attrice statunitense († 1976)
- 18 marzo - Roberte Cusey, modella francese († 1946)
- 18 marzo - Jakov Iosifovič Džugašvili, militare sovietico († 1943)
- 18 marzo - Giuseppe Mazzotti, critico d'arte, scrittore e saggista italiano († 1981)
- 18 marzo - Rosita Moreno, attrice e ballerina spagnola († 1993)
- 18 marzo - Lorenzo Pegoraro, produttore cinematografico italiano († 2003)
- 18 marzo - John Zachary Young, zoologo e neurofisiologo inglese († 1997)
- 19 marzo - Hans Mayer, giurista e germanista tedesco († 2001)
- 19 marzo - Antonino Pisano, religioso italiano († 1927)
- 19 marzo - Mario Salvadori, ingegnere italiano († 1997)
- 19 marzo - Sven Selånger, saltatore con gli sci e combinatista nordico svedese († 1992)
- 19 marzo - Kent Smith, attore statunitense († 1985)
- 19 marzo - Hans Wimmer, scultore tedesco († 1992)
- 20 marzo - Gino Archesso, calciatore italiano († 1989)
- 20 marzo - Henry Grace, scenografo statunitense († 1983)
- 20 marzo - Hugh MacLennan, scrittore canadese († 1990)
- 20 marzo - Ruby Muhammad, religiosa statunitense († 2011)
- 21 marzo - Giuseppe Branca, giurista e politico italiano († 1987)
- 21 marzo - Zoltán Kemény, scultore ungherese († 1965)
- 21 marzo - William Rarita, fisico statunitense († 1999)
- 21 marzo - Michele Rolle, calciatore italiano († 1981)
- 22 marzo - Roger Blin, regista e attore francese († 1984)
- 22 marzo - Jaroslavas Citavičius, calciatore e allenatore di calcio lituano († 1972)
- 22 marzo - James Maurice Gavin, generale statunitense († 1990)
- 22 marzo - Mariano Poletto, politico italiano († 1987)
- 23 marzo - Vittorio Amicarelli, architetto italiano († 1971)
- 23 marzo - Luigi Barral, ciclista su strada italiano († 1962)
- 23 marzo - Daniel Bovet, biochimico e esperantista svizzero († 1992)
- 23 marzo - Poliuto Penzo, militare italiano († 1977)
- 23 marzo - Hassler Whitney, matematico statunitense († 1989)
- 24 marzo - Lidija Korneevna Čukovskaja, scrittrice e poetessa russa († 1996)
- 24 marzo - Eugenio Dugoni, politico italiano († 1960)
- 24 marzo - Arso Jovanović, partigiano e generale jugoslavo († 1948)
- 24 marzo - Josef Lanzendörfer, bobbista cecoslovacco († 1982)
- 24 marzo - Lauris Norstad, generale statunitense († 1988)
- 25 marzo - Alexander Iolas, collezionista d'arte e gallerista greco († 1987)
- 25 marzo - Fernando Melani, pittore e scultore italiano († 1985)
- 25 marzo - Libero Molinis, calciatore italiano
- 26 marzo - Leigh Harline, compositore statunitense († 1969)
- 26 marzo - Li Keran, pittore cinese († 1989)
- 26 marzo - Bruno Tognana, calciatore italiano († 1951)
- 26 marzo - Mahadevi Varma, poetessa, saggista e scrittrice indiana († 1987)
- 26 marzo - Viljo Vesterinen, fisarmonicista e compositore finlandese († 1961)
- 27 marzo - Marie Bedford, nuotatrice sudafricana († 1997)
- 27 marzo - Andrei Glanzmann, calciatore e allenatore di calcio rumeno († 1988)
- 27 marzo - Georg Mitterer, alpinista tedesco († 1990)
- 27 marzo - George Pollock, regista inglese († 1979)
- 28 marzo - Max Heinrich, calciatore svizzero († 1991)
- 28 marzo - Blažo Jovanović, politico e partigiano jugoslavo († 1976)
- 28 marzo - Romeo Rivers, hockeista su ghiaccio canadese († 1986)
- 28 marzo - Lucia dos Santos, monaca cristiana portoghese († 2005)
- 29 marzo - Camillo Giardina, politico e giurista italiano († 1985)
- 29 marzo - William Goodsir-Cullen, hockeista su prato indiano († 1994)
- 29 marzo - Adolphe Touffait, calciatore francese († 1990)
- 29 marzo - Luigi Vallone, politico italiano († 1972)
- 30 marzo - Gelasio Adamoli, giornalista, politico e partigiano italiano († 1978)
- 30 marzo - Rudolf Karl Krause, pilota automobilistico tedesco († 1987)
- 30 marzo - Jan Krenz-Mikołajczak, canottiere polacco († 2002)
- 31 marzo - Piero Bandini, calciatore italiano († 1993)
- 31 marzo - Brian John Marples, zoologo inglese († 1997)
- 31 marzo - Eddie Quillan, attore statunitense († 1990)
- 31 marzo - Giorgio Tedeschini, calciatore italiano († 1988)